# Perche chinoise
Siniperca chuatsi
Pour les articles homonymes, voir Poisson mandarin.
Ne doit pas être confondu avec Synchiropus splendidus.
Espèce
Le poisson mandarin ou perche chinoise (Siniperca chuatsi) est un poisson carnivore de la famille des Percichthyidae qui habite dans les eaux douces en Asie de l'Est, du bassin de l'Amour au nord au bassin du Yang-Tsé au sud.
Il ne doit pas être confondu avec Synchiropus splendidus, lui aussi appelé poisson mandarin.

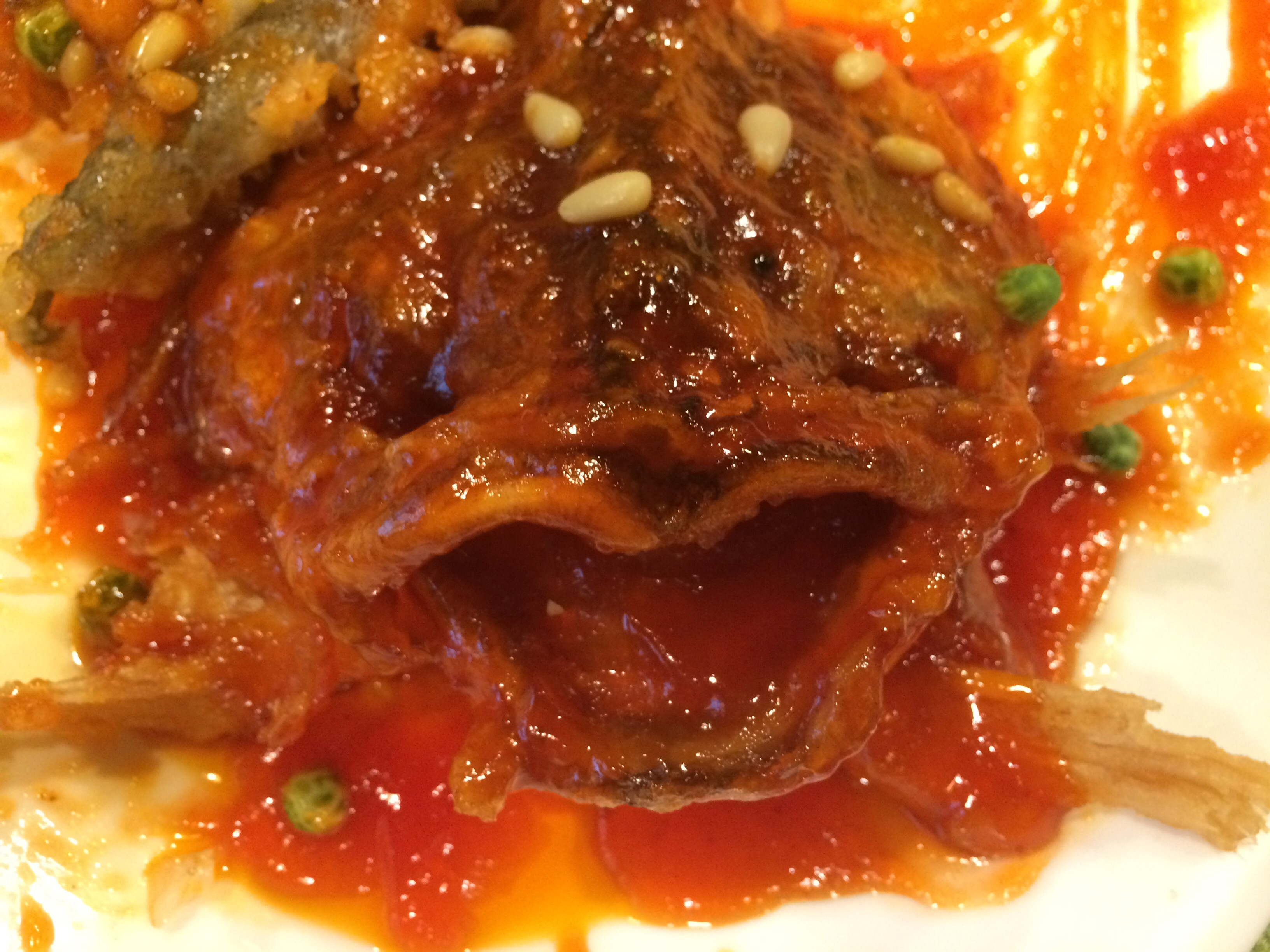
Tête de poison mandarin cuisiné dans un restaurant de Pékin

En Chine, il est apprecié en gastronomie.